# 笠原町 (水戸市)
笠原町（かさはらちょう）は、茨城県水戸市の町名。2022年1月1日現在の人口は12,530人。

## 地理
水戸市の中央部に位置する。市内の中心地のひとつであり、茨城県庁舎といった行政機関が集中している他、最近では県庁周辺に商業施設が整備されている。国道50号沿いにはロードサイド店舗が立ち並んでいる。

### 河川・橋梁
- 逆川
  - 水神橋
  - 新米沢橋
  - 米沢橋
  - 笠原橋
  - 第二米沢橋
  - 中水門橋

## 小字
町内に19の小字がある。
- 下組
- 中組
- 上組
- 大山
- 八ッ無地
- 下谷津
- 中谷津
- 上谷津
- 牛堀
- 新山
- 三軒家
- 七番
- 三番
- 五番
- 六番
- 四番
- 弐番
- 一番
- 不動山

## 歴史
- 1889年（明治22年）4月1日 - 町村制施行により、見川村・見和村・小吹村・千波村・笠原新田・平須村が合併し東茨城郡緑岡村が発足。緑岡村笠原となる。
- 1952年（昭和27年）4月1日 - 上大野村の一部（細谷の一部）とともに水戸市に編入され、水戸市笠原町となる。
- 1999年（平成11年） - 茨城県庁がかつての農林水産省の場所に移転する。

## 世帯数と人口
2022年（令和4年）1月1日現在の人口は以下の通りである。なお、世帯数は平成27年の国勢調査基準のものである。
| 町丁   | 世帯数   | 人口     |
| ------ | -------- | -------- |
| 笠原町 | 5539世帯 | 12,530人 |

## 小・中学校の学区
市立小・中学校に通う場合、学区は以下の通りとなる。
| 番地 | 小学校             | 中学校             |
| ---- | ------------------ | ------------------ |
| 全域 | 水戸市立笠原小学校 | 水戸市立笠原中学校 |

## 交通
道路
- 国道50号
- 茨城県道50号水戸神栖線
- 茨城県道235号下入野水戸線

鉄道
- 当町内に鉄道は走っていない。最寄りはJR常磐線水戸駅となる。

バス
- 一般路線バス
- 太字は笠原町にあるバス停留所

| 系統 | 主要経由地 | 行先                                                | 運行会社  |
| ---- | --- | --------------------------------------------------- | --------- |
|      | 石岡駅・堅倉・奥ノ谷・六番池団地前・県庁南・県庁前・千波・大工町・水戸駅                                                                   | 石岡駅・水戸駅                                      | ■関東鉄道 |
|      | 鉾田駅・海老沢・奥ノ谷・六番池団地前・県庁南・県庁前・千波・大工町・水戸駅                                                                 | 鉾田駅・水戸駅                                      | ■関東鉄道 |
|      | 鉾田駅・大和田・奥ノ谷・六番池団地前・県庁南・県庁前・千波・大工町・水戸駅                                                                 | 鉾田駅・水戸駅                                      | ■関東鉄道 |
|      | 茨城空港・上吉影・奥ノ谷・六番池団地前・県庁南・県庁前・千波・大工町・水戸駅                                                               | 茨城空港・水戸駅                                    | ■関東鉄道 |
|      | 茨城町役場・奥ノ谷・六番池団地前・県庁南・県庁前・千波・大工町・水戸駅                                                                     | 茨城町役場・水戸駅                                  | ■関東鉄道 |
|      | 県自動車学校・平須・六番池団地前・県庁南・県庁前・千波・大工町・水戸駅                                                                     | 県自動車学校・運転免許センター                      | ■関東鉄道 |
|      | 水戸医療センター・田向井・六番池団地前・県庁南・県庁前・千波・大工町・水戸駅                                                               | 水戸医療センター・水戸駅                            | ■関東鉄道 |
|      | 水戸医療センター・平須・六番池団地前・県庁南・県庁前・笠原西・笠原中央・笠原東・みなみ団地入口・水戸駅南口                                 | 水戸医療センター・水戸駅南口                        | ■関東鉄道 |
|      | 偕楽園・水戸駅・千波上本郷・緑岡高校入口・子安神社前・メディカルセンター前・笠原十字路・畑中・払沢・水戸駅・偕楽園                         | 本郷・払沢循環                                      | ■関東鉄道 |
|      | 偕楽園・水戸駅・千波上本郷・緑岡高校入口・子安神社前・笠原町・卸センター・県庁バスターミナル・笠原中学校前・笠原保育園前・県自動車学校     | 偕楽園・県自動車学校                                | ■関東鉄道 |
|      | 水戸駅南口・福沢住宅入口・笠原橋東・笠原市民センター入口・笠原幼稚園前・笠原下組・笠原中学校前・笠原保育園前・ヨークタウン水戸・水戸駅南口 | 笠原循環                                            | ■関東鉄道 |
|      | 水戸駅南口・みなみ団地入口・ヨークタウン水戸・笠原中東・県庁東・県庁バスターミナル・県庁                                                   | 水戸駅南口・県庁                                    | ■関東鉄道 |
|      | 県庁バスターミナル・市町村会館前・笠原住宅前・千波・大工町・水戸駅                                                                         | 県庁バスターミナル・水戸駅（→吉沢車庫・茨城町役場） | ■関東鉄道 |
|      | 赤塚駅南口・見和図書館前・大山台住宅・千波・笠原西・笠原中央・笠原東・吉沢車庫                                                             | 赤塚駅南口・吉沢車庫                                | ■関東鉄道 |
|      | 水戸駅南口・（この間、不停車）・県庁バスターミナル・県庁                                                                                   | 水戸駅南口・県庁（直行）                            | ■茨城交通 |
|      | 赤塚駅南口・宮前・県庁前・県庁・県庁バスターミナル                                                                                         | 赤塚駅南口・県庁（直行）                            | ■茨城交通 |
| 8    | 茨大前・水戸駅・千波上本郷・緑岡高校入口・子安神社前・メディカルセンター前・笠原十字路・畑中・払沢・水戸駅・茨大前                         | 千波循環                                            | ■茨城交通 |

- 高速バス
- 太字は笠原町にあるバス停留所

| 系統                          | 主要経由地                                                                                     | 行先                   | 運行会社                        |
| ----------------------------- | ---------------------------------------------------------------------------------------------- | ---------------------- | ------------------------------- |
| みと号 （県庁ルート）         | 水戸駅南口・みなみ団地入口・茨城県庁前・茨城町西インター・石岡・東京駅日本橋口                 | 水戸駅・東京駅         | ■関東鉄道 ■茨城交通 ■JRバス関東 |
| 急行TMライナー （平日ルート） | 偕楽園・水戸駅南口・みなみ団地入口・県庁バスターミナル・石岡・下広岡・つくばセンター・筑波大学 | 偕楽園・つくばセンター | ■関東鉄道                       |

## 施設

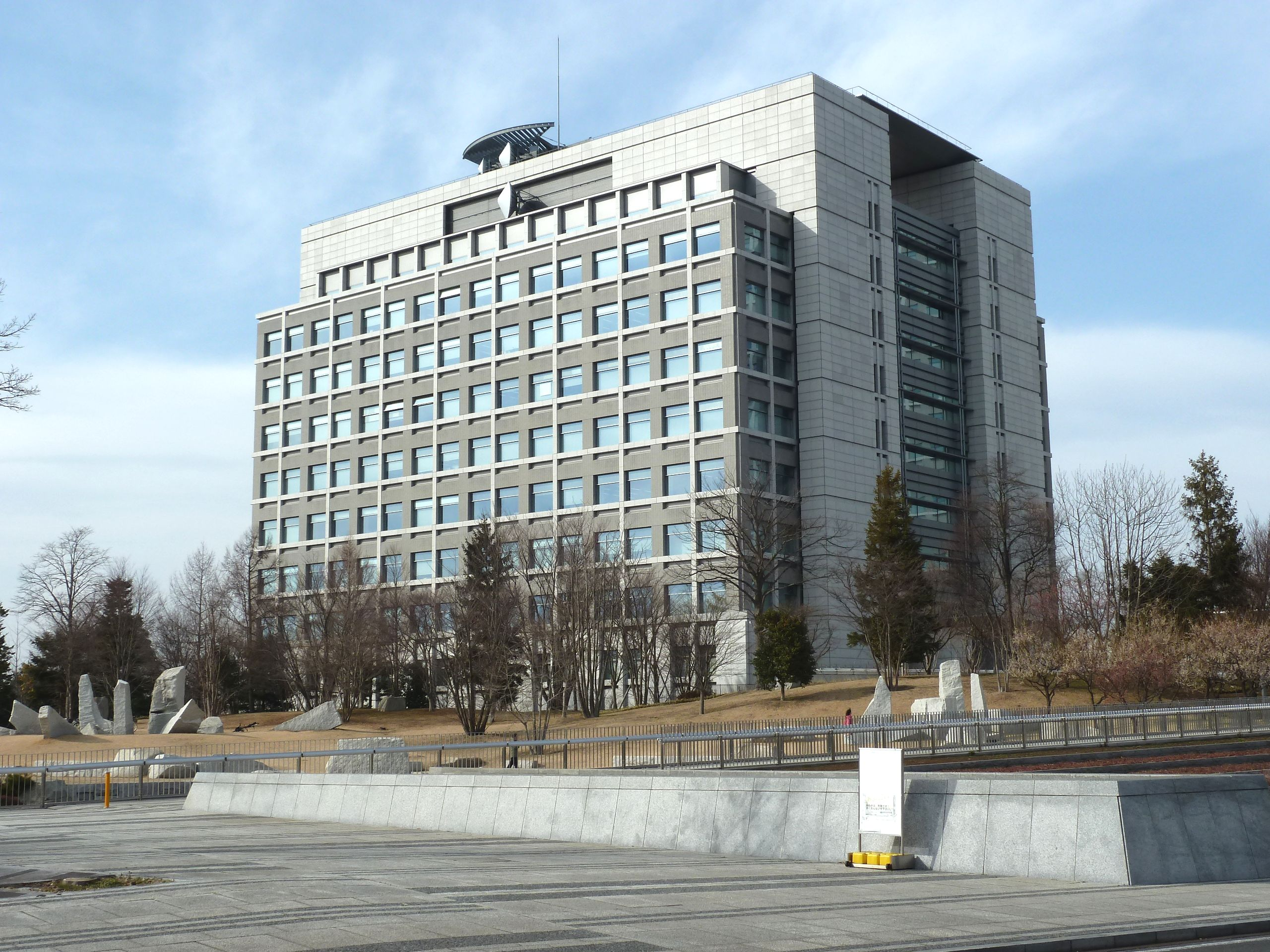
茨城県警察本部

### 公共機関
- 茨城県庁舎
  - 茨城県庁
  - 茨城県警察本部
  - 茨城県議会議事堂
- 茨城森林管理署
- 水戸市総合教育研究所
- 茨城県市町村会館

### 商業施設
- ロゼオ水戸ショッピングセンター
  - マルト
  - ハニーズ
  - Seria
  - パシオス
  - ジェーソン
  - スポーツカムイ
- スーパービバホーム
- ヤマダデンキ
- ニトリ
- スーパースポーツセビオ

### 企業
- 茨城県道路公社本社
- 新日鐵住金茨城支店
- 水戸コミュニティ放送本社
- 茨城ダイハツ本社
- タマホーム水戸支社
- 日産ディーゼル茨城販売本社

### 教育
高等学校
- 茨城県立緑岡高等学校

中学校
- 水戸市立笠原中学校

小学校
- 水戸市立笠原小学校

幼稚園
- 水戸市立笠原幼稚園

### 公園
- 逆川緑地
- 笠原児童公園
- 谷津第一児童公園
- 谷津第二児童公園
- 西公園
- 東公園
- 六番池児童公園